# 保加利亞政府
部长理事会（羅馬化：Ministerski savet）是保加利亚共和国行政权力的主要机关。由保加利亚总理和所有专门部长组成。